# Hanno Settele

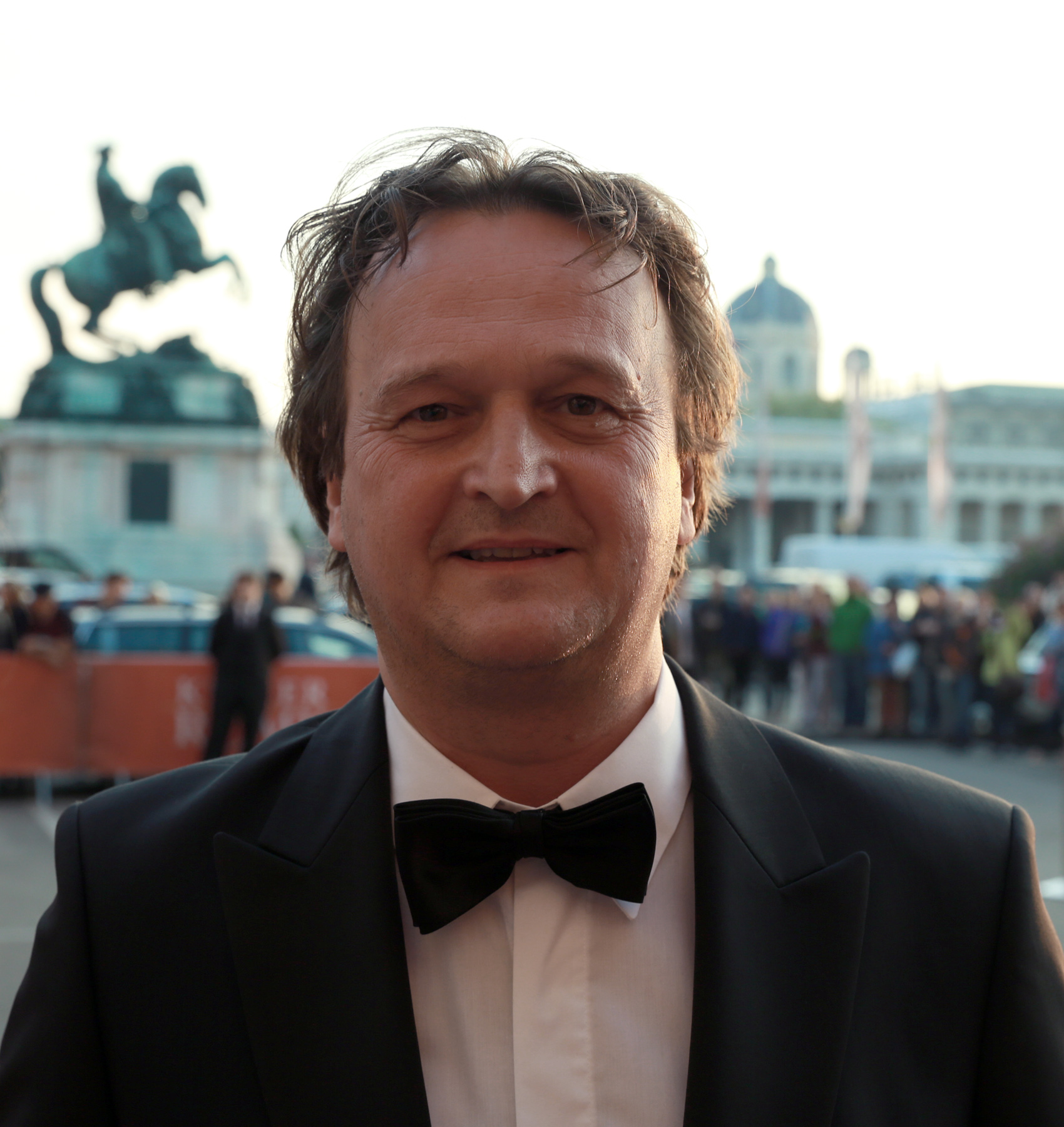
Hanno Settele auf der Romyverleihung 2014

Hanno Settele (* 12. August 1964 in Dornbirn, Vorarlberg) ist ein deutscher Radio- und Fernsehjournalist. Er arbeitet für den ORF.

## Leben und Karriere
Settele wurde in Vorarlberg als Sohn eines deutschen Vaters und einer österreichischen Mutter geboren. Obwohl er nie in Deutschland gelebt hat, besitzt er die deutsche Staatsbürgerschaft, da sich seine Eltern nicht mit den österreichischen Behörden einigen konnten. Er selbst bezeichnet sich als Österreicher.
Von 1990 bis 1994 arbeitete er im ORF-Landesstudio Vorarlberg als Chef vom Dienst des Hörfunks und als aktueller Berichterstatter im Fernsehen. Hier hatte er 1994 in dem Hörspiel Die Möwen von Felaro von Ferry Bauer auch seine einzige Rolle als Hörspielsprecher. Im Mai 1994 übersiedelte er nach Wien, dort war er als Innenpolitik-Redakteur für die ORF Radio-Journale tätig und moderierte auch. 1997 leitete er die hauseigene Lehrredaktion.
1998 wechselte Settele dann zum Fernsehen, wo er für das Wochenmagazin Report tätig war. Im Februar 1999 kehrte er für zwei Jahre als stellvertretender Ressortleiter Innenpolitik zum Radio zurück. Vom März 2001 bis Februar 2003 war Settele stellvertretender Zeit-im-Bild-Ressortleiter Inland/EU und im Jahr 2003 auch Chefreporter für die Zeit im Bild. Unter anderem moderierte er auch die ORF-Pressestunde.
Selbst Gegenstand journalistischer Berichterstattung wurde Settele im Jänner 2002 durch einen scharfen Kommentar in der Zeit im Bild zu aktuellen Vorgängen im Ortstafelstreit. („Hat sich Haider etwa zur Filetierung der Verfassung entschlossen, auf die er selbstverständlich zur Gänze vereidigt ist, ganz nach dem Motto: Was richtig ist, bestimme ich?“). Jörg Haider klagte gegen den Kommentar beim Bundeskommunikationssenat, Settele wurde in der Folge aber von diesem freigesprochen.
Von 2003 bis 2006 war Hanno Settele ORF-Korrespondent in den USA (ORF-Büro Washington, D.C.). In dieser Funktion berichtete er für den ORF auch vom Hurrikan Katrina mit Live-Einstiegen aus New Orleans. Ab August 2007 war Hanno Settele ORF-Chefkorrespondent in Washington.
Im Dezember 2012 kehrte er nach Österreich zurück. Seit damals ist er vor allem im Bereich der Dokumentationssendungen tätig, seit Dezember 2014 präsentiert er regelmäßig Beiträge in der Reihe "Dok 1".
2013, 2014 sowie 2016 (vor der Nationalrats-, der Europa- und der Bundespräsidentenwahl in Österreich 2016) war Settele im Österreichischen Rundfunk im Rahmen des Interviewformats Wahlfahrt zu sehen, bei dem er sich als Chauffeur für Spitzenpolitiker vor Wahlen betätigte und mit diesen während der Fahrten ins Gespräch kam.
Von 18. September bis 2. Oktober 2017 moderierte Settele gemeinsam mit der ZIB-Moderatorin Lisa Gadenstätter das TV-Quiz Nationalraten im Rahmen der ORF-Berichterstattung zur Nationalratswahl 2017.
2018 präsentierte er als Kurier des Kaisers neun Bundesländer-Portraits. Den Rahmen bildet „der Kaiser“, der aus Geldmangel ein Bundesland verkaufen möchte und dazu seinen Kurier in die einzelnen Länder entsendet, um deren Wert zu evaluieren.

## Auszeichnungen
- 2010: Leopold-Kunschak-Pressepreis[8]
- 2018: Journalist des Jahres in der Kategorie Unterhaltung[9]
- 2023: Romy in der Kategorie TV-Journalismus[10]

## Privates
Settele ist verheiratet und hat zwei Kinder.